# Paul Onobi
Paul Odeh Onobi (Makurdi, 27 dicembre 1992) è un calciatore nigeriano, centrocampista svincolato.

## Carriera

### Club
Incomincia la carriera nel Niger Tornadoes, dove rimane per due stagioni, prima di trasferirsi al Warri Wolves. Per la stagione 2012, passa all'Enyimba. In seguito, ha militato per tre stagioni di fila nel Sunshine Stars, qui vi rimane fino al 2016, quando firma un contratto con l'Abia Warriors.
Nel 2016, si trasferisce in Europa, ai finlandesi del KuPS. Vi rimane solo per una stagione, prima di tornare in patria all'Abia Warriors. L'anno dopo, si trasferisce al Lobi Stars.
Nel 2018, si trasferisce all'Al-Nojoom, militante nella seconda divisione saudita. L'anno successivo, viene acquistato dall'Al-Bukayriyah, sempre nella seconda divisione saudita. Durante la sessione invernale di calciomercato, si trasferisce in Kuwait al Kazma, formazione della massima serie locale.

### Nazionale
Tra il 2015 e il 2016, ha giocato sette partite con la nazionale nigeriana.

## Statistiche

### Presenze e reti nei club
Statistiche aggiornate al 19 febbraio 2021.
| Stagione        | Squadra         | Campionato      | Campionato | Campionato | Coppe nazionali | Coppe nazionali | Coppe nazionali | Coppe continentali | Coppe continentali | Coppe continentali | Altre coppe | Altre coppe | Altre coppe | Totale | Totale |
| Stagione        | Squadra         | Comp            | Pres       | Reti       | Comp            | Pres            | Reti            | Comp               | Pres               | Reti               | Comp        | Pres        | Reti        | Pres   | Reti   |
| --------------- | --------------- | --------------- | ---------- | ---------- | --------------- | --------------- | --------------- | ------------------ | ------------------ | ------------------ | ----------- | ----------- | ----------- | ------ | ------ |
| 2016            | KuPS            | VL              | 22         | 0          | CF              | 1               | 0               |                    | -                  | -                  |             | -           | -           | 23     | 0      |
| Totale carriera | Totale carriera | Totale carriera | 22         | 0          |                 | 1               | 0               |                    | -                  | -                  |             | -           | -           | 23     | 0      |

## Statistiche

### Cronologia presenze e reti in nazionale
| Cronologia completa delle presenze e delle reti in nazionale ― Nigeria | Cronologia completa delle presenze e delle reti in nazionale ― Nigeria | Cronologia completa delle presenze e delle reti in nazionale ― Nigeria | Cronologia completa delle presenze e delle reti in nazionale ― Nigeria | Cronologia completa delle presenze e delle reti in nazionale ― Nigeria | Cronologia completa delle presenze e delle reti in nazionale ― Nigeria | Cronologia completa delle presenze e delle reti in nazionale ― Nigeria | Cronologia completa delle presenze e delle reti in nazionale ― Nigeria |
| Data                                                                   | Città                                                                  | In casa                                                                | Risultato                                                              | Ospiti                                                                 | Competizione                                                           | Reti                                                                   | Note                                                                   |
| ---------------------------------------------------------------------- | ---------------------------------------------------------------------- | ---------------------------------------------------------------------- | ---------------------------------------------------------------------- | ---------------------------------------------------------------------- | ---------------------------------------------------------------------- | ---------------------------------------------------------------------- | ---------------------------------------------------------------------- |
| 17-10-2015                                                             | Port Harcourt                                                          | Nigeria                                                                | 2 – 0                                                                  | Burkina Faso                                                           | Qual. Campionato delle Nazioni Africane 2016                           | -                                                                      |                                                                        |
| 25-10-2015                                                             | Ouagadougou                                                            | Burkina Faso                                                           | 0 – 0                                                                  | Nigeria                                                                | Qual. Campionato delle Nazioni Africane 2016                           | -                                                                      |                                                                        |
| 17-11-2015                                                             | Port Harcourt                                                          | Nigeria                                                                | 2 – 0                                                                  | eSwatini                                                               | Qual. Mondiali 2018                                                    | -                                                                      | 90+4’                                                                  |
| 6-1-2016                                                               | ?                                                                      | Nigeria                                                                | 1 – 1                                                                  | Angola                                                                 | Amichevole                                                             | -                                                                      |                                                                        |
| 18-1-2016                                                              | Kigali                                                                 | Nigeria                                                                | 4 – 1                                                                  | Niger                                                                  | Campionato delle Nazioni Africane 2016 - 1º turno                      | -                                                                      |                                                                        |
| 22-1-2016                                                              | Kigali                                                                 | Tunisia                                                                | 1 – 1                                                                  | Nigeria                                                                | Campionato delle Nazioni Africane 2016 - 1º turno                      | -                                                                      |                                                                        |
| 26-1-2016                                                              | Gisenyi                                                                | Guinea                                                                 | 1 – 0                                                                  | Nigeria                                                                | Campionato delle Nazioni Africane 2016 - 1º turno                      | -                                                                      | 45+1’                                                                  |
| Totale                                                                 |                                                                        | Presenze                                                               | 7                                                                      |                                                                        | Reti                                                                   | 0                                                                      |                                                                        |